# Olvasás

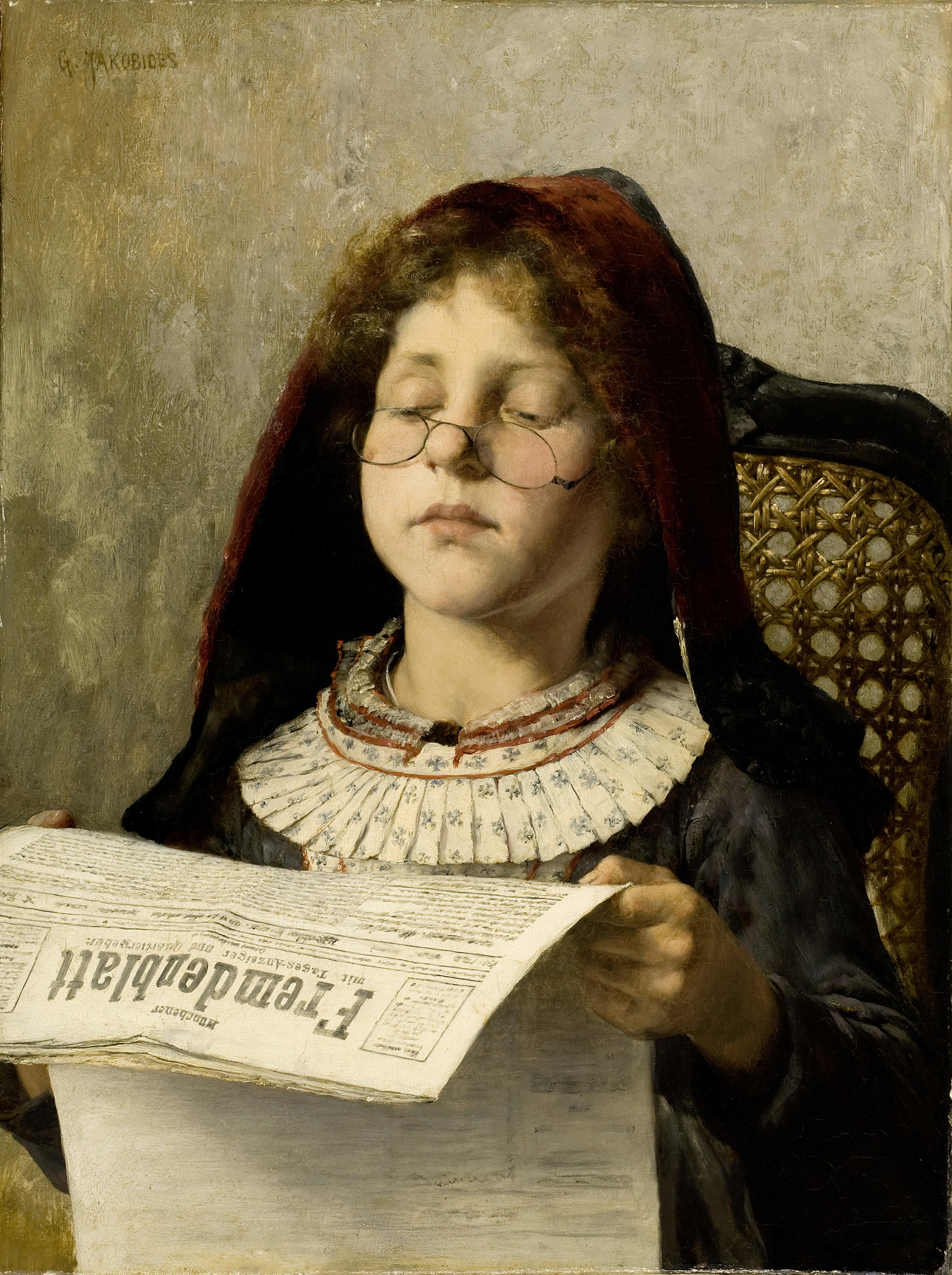
Olvasó lány Jeórjiosz Jakovídisz festménye, 1882

Olvasáson az írott nyelv által hordozott nyelvi jelentés megalkotásának képességét értjük. Két alapja van: a nyelvi megértés és a dekódolás. Az olvasni tudás hiánya az analfabetizmus (betűírást használó nyelvekben) vagy az illiteráció (nem betűírást használó nyelvekben).

## Fogalma
Az olvasás mindig is az írás előtt járt, léteznek társadalmak, melyek nem használnak írást (pl. Japán korai társadalma), de az olvasás valamilyen formája mindenhol fellelhető.
Többfajta jelentése ismert az olvasásnak: az első verzió szerint írott szöveget megért, felfog, esetleg hangosan elmond; olvasás útján megismer, megtud. Másik, de manapság kevésbé ismert jelentése a számlál, egyenként számba vesz, mely 1405-ben bukkant fel. Harmadik, szókapcsolatban használt jelentése a fejére olvas kifejezés, de ezzel a kifejezéssel is inkább könyvekben találkozunk, a köznapi nyelvben nem használt. Maga az olvasás szó eredete nem tisztázott, valószínűleg az uráli őshazából származik, hangalakjának alakulása a mai napig nem tisztázott.
Az ember mindig is a körülötte lévő jelrendszerek értelmezéséből szerezte információit, ezek egyike a nyelv volt. Erre a jelrendszerre épült másodlagos formaként az írás. Az olvasás nemcsak az írás értelmezését jelenti, hanem az összes körülöttünk lévő rendszer felfogásának képességét takarja.

## Megközelítései
Minden kapcsolódó tudományág igyekszik a maga felfogása szerint magyarázni a jelenséget, folyamatot.
Az olvasáspszichológia egyszerűen az agyban, a testben lejátszódó fizikai jelenségre szűkíti az olvasást. Émile Javal folytatott megfigyeléseket 1878-ban az olvasás során fellépő speciális szemmozgásokkal kapcsolatban, fényképészeti technikával és elektródokkal mérte fel a reakciókat. Ilyenkor a szem úgynevezett szakkadikus mozgást végez, és az olvasott sor több pontján fixációt végez. Ezen mozgássor során a szem nem folyamatosan mozog, hanem apró ugrásokat (szakkádokat) végez, közben elidőzik egy-egy fontosabb szón vagy betűhibán (fixál). Ez utóbbi jelenség az olvasás körülbelül 90%-át teszi ki. Függ a hosszától és a szöveg nehézségétől. A fixációval eltöltött idő a kor előrehaladtával csökken. A legpontosabb információkat a szem úgynevezett fovea területéről nyerjük, ez körülbelül 8 karaktert tesz ki. Emellett másodlagos információforrásként használható a parafovea terület is, de innen elnagyolt vizuális ingerek jönnek csak. Nem egyforma gyorsan olvasunk el minden szót, az ismert, gyakran használt szavaknak csak pár karakterét olvassuk el, a többit agyunk kiegészíti. Az ismeretlen, nehéz szavakon hosszabban időzik a szem, megnő a fixáció ideje.
Nyolc területre szűkíthetjük az agy azon részeit, melyek részt vesznek az olvasásban. A szögletes tekervény a vizuális és fonológiai információt integrálja, a Broca-terület a beszédprodukcióért felelős, a Wernicke-terület a nyelvi anyag megértését segíti elő, a hallóközpont az auditív-, a látóközpont a vizuális információkat dolgozza fel, ezeken kívül még az elsődleges és a másodlagos mozgató központ és a kérgestest vesz részt az olvasási folyamatban.
Nyelvészeti szempontból az olvasás a nyelvi jelentés megalkotásának képessége. Ez két fontos készségen alapul: az egyik a dekódolás, a másik a nyelvi megértés. Mindkettő egyformán fontos és összetett, melyek támaszkodnak egymásra, csak együtt működik megfelelően az olvasási folyamat.
Szociológiai szempontból az olvasás olyan sajátos jelenség, mely emberi magatartástól és az irodalomtól is függetlenül értelmezhető. Az úgynevezett olvasásszociológia azt vizsgálta és vizsgálja jelenleg is, hogy milyen hatással van az emberre az olvasás, illetve fordítva, hogyan befolyásolják a választott olvasmányokat az ember környezetében zajló változások. Folyamatosan végzik a különböző felméréseket világszerte a témában, talán a legismertebb a PISA-mérés, melyet háromévente végeznek el több mint negyven országban, minden évben más-más témát vizsgálnak.

## Az olvasás kezdetei
Ismeretesek már korai források is a betűfelismerés tanításáról, a zsidó gyermekeket a szobatisztaságra szoktatással egy időben a héber betűk felismerésére is megtanították. A nagy tudósok, Ciceró, Empedoklész, Arisztotelész és később Galénosz különfajta elméleteket alkottak, hogy megmagyarázzák az olvasási folyamatot. Az újkorban már számos felmérés készült ebben a témakörben, megfigyelték, hogy számos gyermek korai olvasóként, már az iskolába kerülés előtt tudott olvasni. Az ilyen esetekben általában spontán tanulásról van szó, szülői beavatkozás nélkül, de történtek sikeres kísérletek is (Steinberg és Steinberg) a korai olvasástanításra.

## Az olvasás típusai
Többféle típusú olvasás létezik, mely függ az egyén háttértudásától, az olvasott szövegtől, a környezeti feltételektől többek között. Ezek szerint megkülönböztetünk nyolc különböző típust:
- Maga az olvasáselsajátítás az a tevékenység, melynek során birtokba veszi a gyermek az olvasás képességét, ez a folyamat az első osztályban kezdődik és szerves része marad az alsó tagozatos tananyagnak, időbe telik a készségszintű olvasás kialakulása. Meséken, könnyen olvasható elbeszéléseken keresztül tanulnak olvasni a diákok, régebben vallásos szövegeket, pl. a Bibliát használták erre a célra.
- Az olvasástanulás ideje alatt már egy másik típussal is találkozik a diák, az ismeretközlő szövegek nagyobb odafigyelést igényelnek, megjelennek a szakkifejezések, összetett mondatok. Az itt szerzett ismeretek képezik a számonkérések alapját.
- Az ismeretszerző olvasás egy adott témában való elmélyedést jelent. Ennek célja nem elsősorban a tanulmányokhoz kapcsolódó olvasás, hanem az olvasó egyéni kíváncsiságának kielégítése.
- A funkcionális olvasás a mindennapi életben használt olvasási forma, azaz a leggyakoribb. Például ezt teszi az egyén mikor használati utasítást olvas, térképen keres valamit.
- Szórakoztató célú olvasás során kedvtelésből, pusztán saját szórakoztatásra történik az olvasás.
- Az áttekintő olvasás során az egyén csak a szöveg lényegére kíváncsi, ezért nem olvas el minden szót, csak bizonyos kifejezéseket ragad ki a szövegből.
- A korrektúraolvasás nagy figyelmet igényel, ilyenkor az olvasó a szöveg betűhibáira koncentrál. Lelassul az olvasás és többször elolvas egy mondatot, szót a pontosabb megértés érdekében.
- Javító olvasáskor az olvasó a szövegre figyel, megpróbálja a stilisztikai és a helyesírási hibákat megkeresni és kijavítani.[6]